# Soleado
Soleado es una canción instrumental, compuesta por Ciro Dammicco bajo el alias "Zacar", basada en su composición anterior Le blu rose de 1972. La primera versión grabada fue la versión de 1974 de Daniel Sentacruz Ensemble, de la que Ciro fue miembro con Mara Cubeddu como voz femenina principal.
Se ha cantado en diferentes idiomas por varios artistas, la primera versión con letra fue Tränen lügen nicht (Las lágrimas no mienten), en alemán, por Michael Holm, en 1974, un número uno en Alemania y 10 en Austria y Suiza. Más tarde, artistas tales como Mireille Mathieu On ne vit pas sans se dire adieu, (No se vive sin decir adiós, en español, (1975), Johnny Mathis (When a Child Is Born, 1976, número 1 en el Reino Unido), Bayer Full y otros grabaron la canción. 
Percy Faith, Paul Mauriat y otros grabaron versiones instrumentales; una de ellas, grabada por el músico Juan José García Caffi, fue usada como tema central en la película de Leonardo Favio Nazareno Cruz y el lobo de 1975. En tanto, el español Manolo Otero usó su melodía como fondo para su poema recitado Todo el tiempo del mundo.
La banda italiana Elio e le Storie Tese ha realizado una versión con las palabras Buon anno nuovo (Feliz año nuevo) como única letra. El cantante checo Karel Gott ha cantado una versión llamada Mel jsem rad un mám (Me encantó y lo sigo haciendo) -letra de Zdeněk Borovec-, mientras que Mari Trini ha basado su canción Te amaré, te amo y te querré en la composición de Zacar. 
En Hungría, en el año 1978, Cserháti Zsuzsa realizó una versión en ese idioma que lleva por título Édes kisfiam (Mi dulce niño), que sigue siendo muy popular hoy en día en ese país.
El Dj Alemán Mark 'Oh lanzó Tears don't lie en el año 1994 utilizando la melodía como base.